# Ocentejo
Ocentejo ist ein Ort und eine Gemeinde (municipio) mit 15 Einwohnern (Stand: 2024) im Südwesten der Provinz Guadalajara in der Autonomen Gemeinschaft Kastilien-La Mancha.

## Lage und Klima
Ocentejo liegt in einer Höhe von ca. 860 m in der Kulturlandschaft der Alcarria. Die Entfernung zur westsüdwestlich gelegenen Provinzhauptstadt Guadalajara beträgt etwa 55 Kilometer (Fahrtstrecke). Das Klima ist gemäßigt bis warm; Regen (588 mm/Jahr) fällt übers Jahr verteilt.

## Bevölkerungsentwicklung
| Jahr      | 1970 | 1981 | 1991 | 2001 | 2011 | 2021 |
| Einwohner | 146  | 61   | 44   | 42   | 25   | 17   |

## Sehenswürdigkeiten

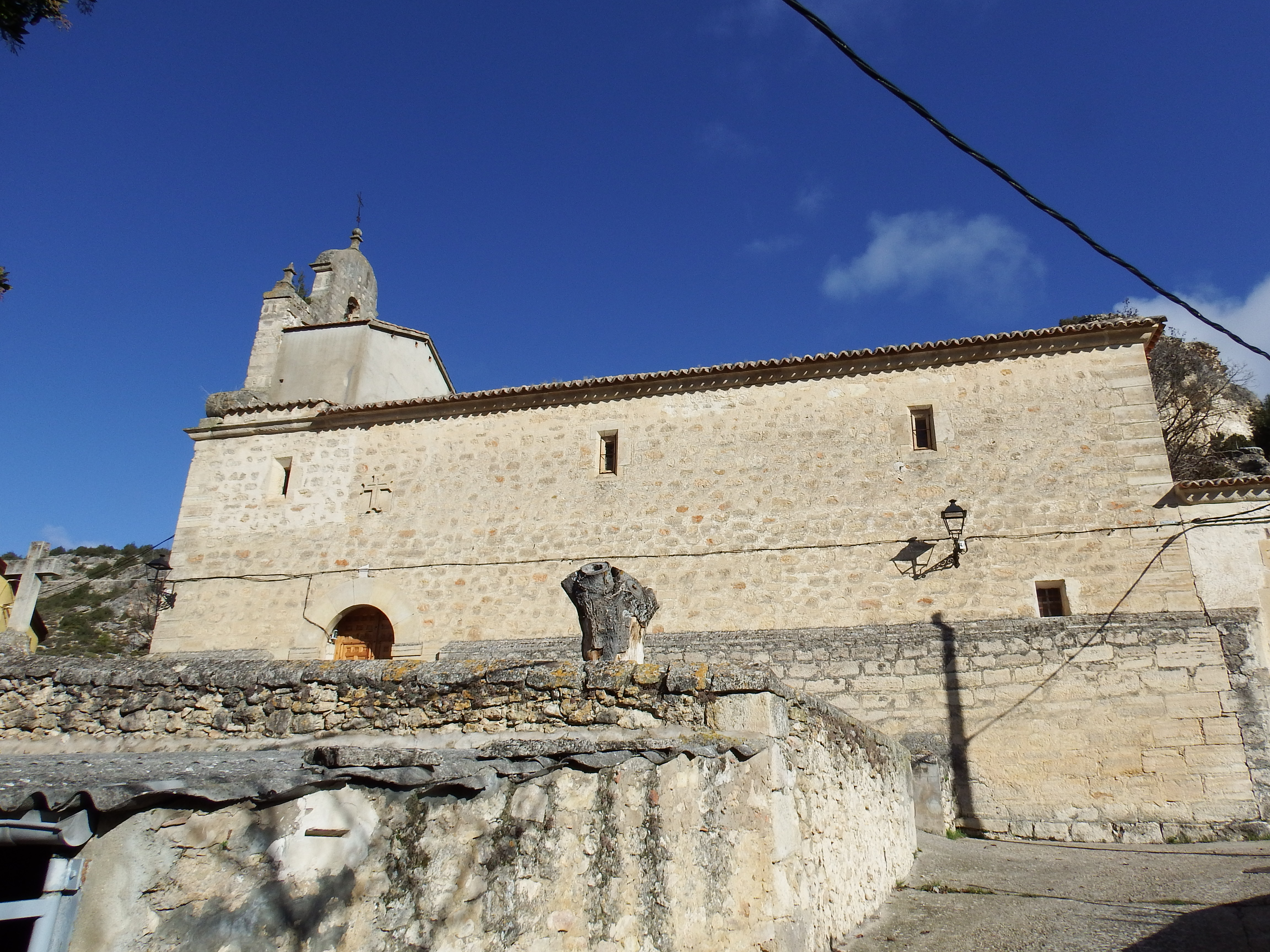
Kirche
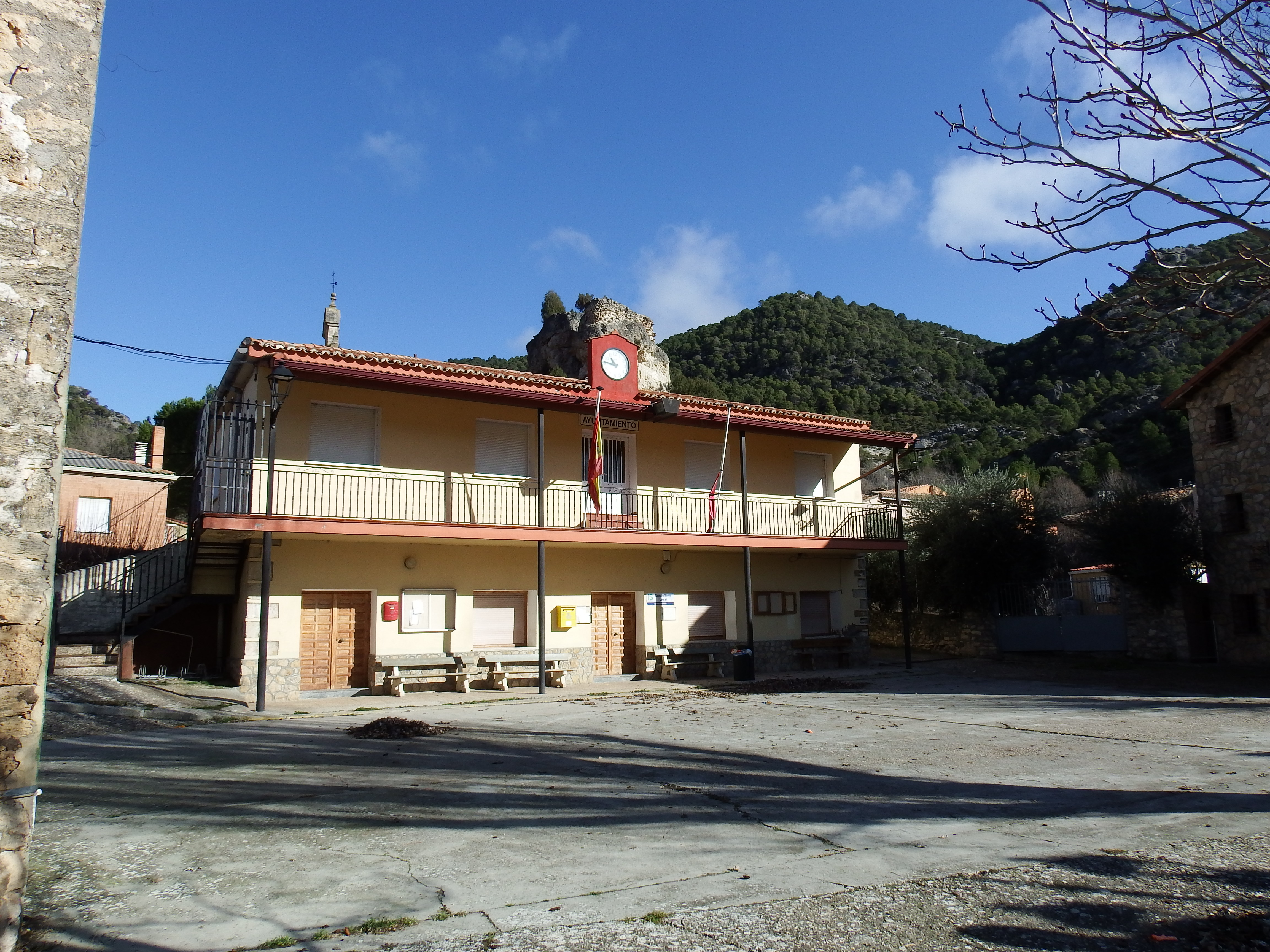
Rathaus

- Kirche
- Rathaus